# HD 114386 b
HD 114386 b (بالإنجليزية: HD 114386 b)‏ الذي يرمز له بالرمز HD 114386b، هو كوكب خارج المجموعة الشمسية، وعملاق غازي، في كوكبة قنطورس، يتبع HD 114386 ‏.

## الاكتشاف
اكتشف في 2002، وكانت طريقة الاكتشاف Doppler spectroscopy.